# Jennifer Scott
Jennifer Ann Scott (née Dixon, 1960) é uma matemática britânica, especializada em análise numérica, cálculos de matrizes esparsas e Computação paralela. É professora de matemática aplicada na Universidade de Reading, onde dirige o Centro para a Matemática do Planeta Terra, e líder de grupo e pesquisadora de mérito individual para o Science and Technology Facilities Council no Rutherford Appleton Laboratory.

## Formação e carreira
Scott obteve um D.Phil. da Universidade de Oxford em 1984, com a tese A unified analysis of discretisation methods, orientada por Sean McKee. Trabalhou como pesquisadora júnior no St John's College (Oxford), e depois no National Radiological Protection Board, tornando-se finalista do Prêmio Leslie Fox de Análise Numérica em 1986. Iain Duff a recrutou para se juntar ao Harwell Laboratory (agora parte do Rutherford Appleton Laboratory) em 1987. Tornou-se professora em Reading em 2016.

## Reconhecimento
Scott é membro do Institute of Mathematics and its Applications. Foi nomeada fellow da Society for Industrial and Applied Mathematics (SIAM) na classe de 2021, "por contribuições para algoritmos e softwares de matrizes esparsas".